# Fuori dai guai (Noemi)
 Fuori dai guai è un singolo della cantante italiana Noemi, pubblicato il 16 dicembre 2022.

## Descrizione
Il brano ha visto la partecipazione vocale del rapper Gemitaiz, che lo ha scritto insieme a Noemi stessa e Federica Abbate. La produzione del brano è stata invece affidata a Amanda Lean, Not for climbing e Venerus, su sonorità soul e con l'uso del groove.

Intervistata da Il Messaggero, la cantante ha raccontato il significato del testo:

## Accoglienza
Fabio Fiume di All Music Italia ha assegnato a Fuori dai guai un punteggio di 7 su 10, definendolo «non usuale per entrambi» dal punto di vista musicale; il critico è rimasto piacevolmente colpito dalle vocalità di entrambi gli artisti, scrivendo che «la particolarissima voce di Noemi riesce di gusto anche su una base più urban», mentre la voce del rapper va oltre «la naturale inflessione romanesca e ben s'incastra in una possibilità sicuramente più pop».

## Tracce
Testi di Veronica Scopelliti, Davide De Luca e Federica Abbate, musiche di Amanda Lean e Not for climbing.
1. Fuori dai guai (feat. Gemitaiz) – 3:20